# Пантелеев, Андрей Васильевич
Андрей Васильевич Пантелеев (1852—1938 София, Болгария) — русский офицер;  затем государственный и общественный деятель, тайный советник. Монархист, участник Белого движения, эмигрант. Отец А. А. Пантелеева.

## Биография
Родился 9 августа 1852 года в семье представителя древнего дворянского рода Пантелеевых полковника Василия Николаевича и Елизаветы Андреевны, в девичестве Назимовой. Он избрал военную карьеру, и в 1873 году уже был помощником заведующего учебной командой Кавалеградского полка, а в 1876 году в чине поручика возглавил учебную команду.
Участвовал в Русско-турецкой войне 1877—1878 годов, находясь в составе лейб-гвардии Атаманского полка. За бои у Юван-Чифлика, Соленика и Кацалево был награждён орденом Св. Анны IV степени с надписью «за храбрость»; 19 октября 1878 года стал заведующим школой солдатских детей и занимал её до 27 апреля 1884 года. В 1879 году был произведён в штабс-ротмистры, состоял ординарцем Александра II. В 1882 году был произведён в ротмистры и поставлен командовать четвертым эскадроном.
В феврале 1891 года, находясь в звании гвардии ротмистра (по другим данным — полковника) вышел в отставку и спустя 7 дней, 22 февраля поступил на гражданскую службу с переименованием в коллежские советники. Сначала он был назначен заведующим округами Санкт-Петербургского Воспитательного дома; в 1896 году был произведён в действительные статские советники и пожалован званием камергера Высочайшего двора. В 1899 году Пантелеев стал чиновником особых поручений IV класса при главноуправляющем Ведомством учреждений императрицы Марии Фёдоровны, а в 1904 году — шталмейстером Высочайшего Двора. Впоследствии он получил чин тайного советника.
А. В. Пантелеев был почётным мировым судьёй Лужского уезда, гласным и попечителем нескольких школ в Лужском и Пороховском уездах.
В 1894 году был утверждён устав организованной Пантелеевым Школы садоводства, сыроварения и маслоделия в его имении Андровер Лужского уезда.
Во время революционных событий 1905—1907 годов вместе со своей женой, Марией Владимировной, он вступил в монархическую партию Русское собрание. Впоследствии он стал членом Совета этой организации. После октябрьской революции служил в ведомстве Министерства просвещения при Вооружённых силах Юга России. Эмигрировал в Болгарию, где жил на пенсию от правительства. Умер в Софии 17 сентября 1938 года.

## Награды
российские
- орден Св. Анны 4-й степени с надписью «За храбрость» (1878)
- орден Св. Станислава 2-й степени (1886)
- орден Св. Анны 2-й ст. (1890)
- орден Св. Владимира 3-й степени (1899)

иностранные
- румынский железный крест «За переход через Дунай» (1878)
- черногорский орден Князя Даниила I 4-й ст. (1886)
- персидский орден Льва и Солнца 3-й ст. (1889)